# Commissione per le donazioni alla Santa Sede
La Commissione per le donazioni alla Santa Sede è un organismo economico della Curia romana.

## Storia
La commissione viene istituita da papa Francesco l'11 febbraio 2025 tramite apposito chirografo reso pubblico il 26 febbraio 2025.

## Compiti
Compito della commissione è quello di incentivare le donazioni ai fini caritativi della Santa Sede con apposite campagne presso i fedeli, le conferenza episcopali e altri potenziali benefattori, nonché reperire finanziamenti per progetti specifici presentati dalle istituzioni della curia romana e dal Governatorato dello Stato della Città del Vaticano.

## Cronotassi

### Presidenti
- Monsignore Roberto Campisi, dall'11 febbraio 2025

## Membri
- Monsignore Roberto Campisi, assessore per gli affari generali della Segreteria di Stato (11 febbraio 2025 - 21 aprile 2025, decaduto a motivo della morte di papa Francesco)
- Arcivescovo Flavio Pace, segretario del Dicastero per la promozione dell'unità dei cristiani (11 febbraio 2025 - 21 aprile 2025, decaduto a motivo della morte di papa Francesco)
- Suor Alessandra Smerilli, F.M.A., segretario del Dicastero per il servizio dello sviluppo umano integrale (11 febbraio 2025 - 21 aprile 2025, decaduto a motivo della morte di papa Francesco)
- Suor Silvana Piro, F.M.G.B., sottosegretario dell’Amministrazione del patrimonio della Sede Apostolica (11 febbraio 2025 - 21 aprile 2025, decaduto a motivo della morte di papa Francesco)
- Avvocato Giuseppe Puglisi-Alibrandi, segretario generale del Governatorato dello Stato della Città del Vaticano (11 febbraio 2025 - 21 aprile 2025, decaduto a motivo della morte di papa Francesco)